# Książnice (gromada w powiecie bocheńskim)
Książnice – dawna gromada, czyli najmniejsza jednostka podziału terytorialnego Polskiej Rzeczypospolitej Ludowej w latach 1954–1972.
Gromady, z gromadzkimi radami narodowymi (GRN) jako organami władzy najniższego stopnia na wsi, funkcjonowały od reformy reorganizującej administrację wiejską przeprowadzonej jesienią 1954 do momentu ich zniesienia z dniem 1 stycznia 1973, tym samym wypierając organizację gminną w latach 1954–1972.
Gromadę Książnice z siedzibą GRN w Książnicach utworzono – jako jedną z 8759 gromad na obszarze Polski – w powiecie bocheńskim w woj. krakowskim, na mocy uchwały nr 18/IV/54 WRN w Krakowie z dnia 6 października 1954. W skład jednostki weszły obszary dotychczasowych gromad Książnice i Łężkowice ze zniesionej gminy Targowisko oraz Pierzchów ze zniesionej gminy Niegowić w tymże powiecie. Dla gromady ustalono 16 członków gromadzkiej rady narodowej.
31 grudnia 1961 do gromady Książnice przyłączono obszar zniesionej gromady Siedlec oraz wieś Stradomka ze zniesionej gromady Sobolów.
30 czerwca 1962 z gromady Książnice wyłączono wieś Moszczenica włączając ją do gromady Łapczyca.
Gromada przetrwała do końca 1972 roku, czyli do kolejnej reformy gminnej.